# Beichtstuhl (Saint-Médard-en-Jalles)

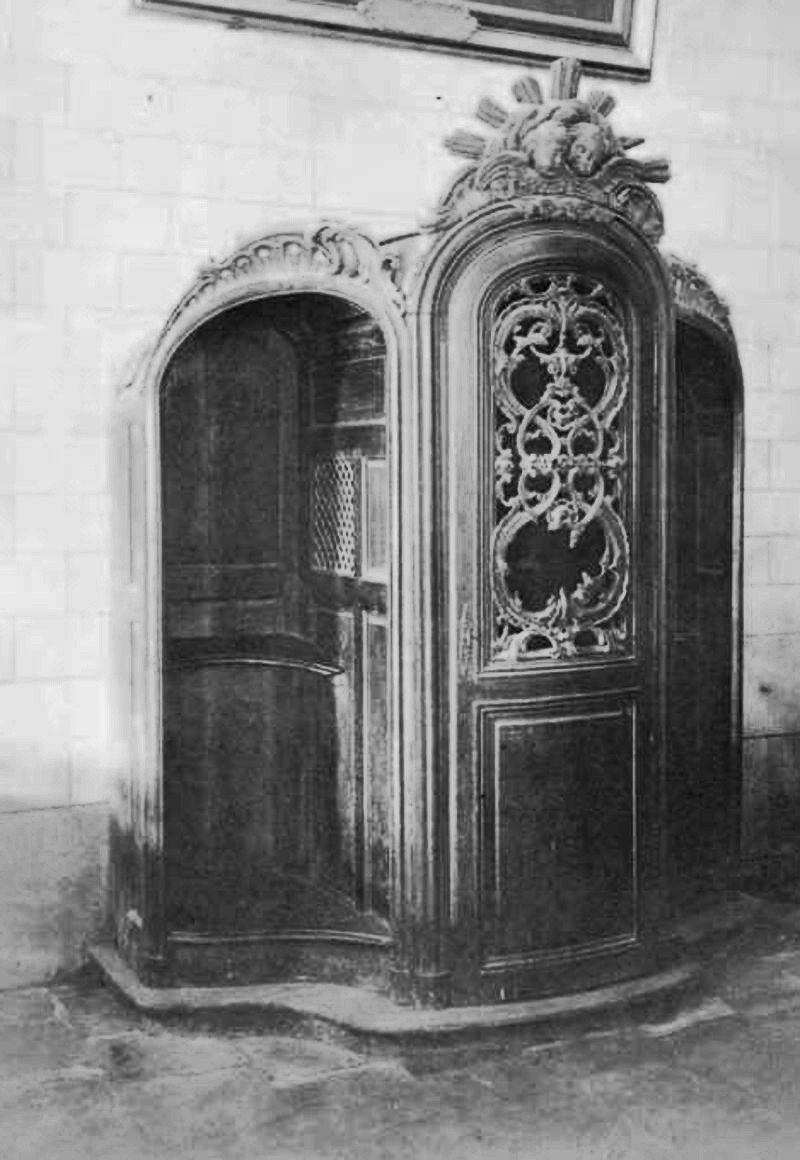
Beichtstuhl in Saint-Médard-en-Jalles (Foto von Jean-Auguste Brutails, um 1900)

Der Beichtstuhl in der katholischen Kirche St-Médard in Saint-Médard-en-Jalles, einer französischen Gemeinde im Département Gironde der Region Nouvelle-Aquitaine, wurde im 18. Jahrhundert geschaffen. Im Jahr 1971 wurde der barocke Beichtstuhl als Monument historique in die Liste der denkmalgeschützten Objekte (Base Palissy) in Frankreich aufgenommen.
Der 2,35 Meter hohe und zwei Meter breite Beichtstuhl aus Holz besitzt Schnitzarbeiten als oberen Abschluss (in der Mitte zwei Engelsköpfe) und in der Tür zum Bereich des Priesters.